# Euonymus latifolius
Euonymus latifolius là một loài thực vật có hoa trong họ Dây gối. Loài này được (L.) Mill. mô tả khoa học đầu tiên năm 1768.

## Hình ảnh

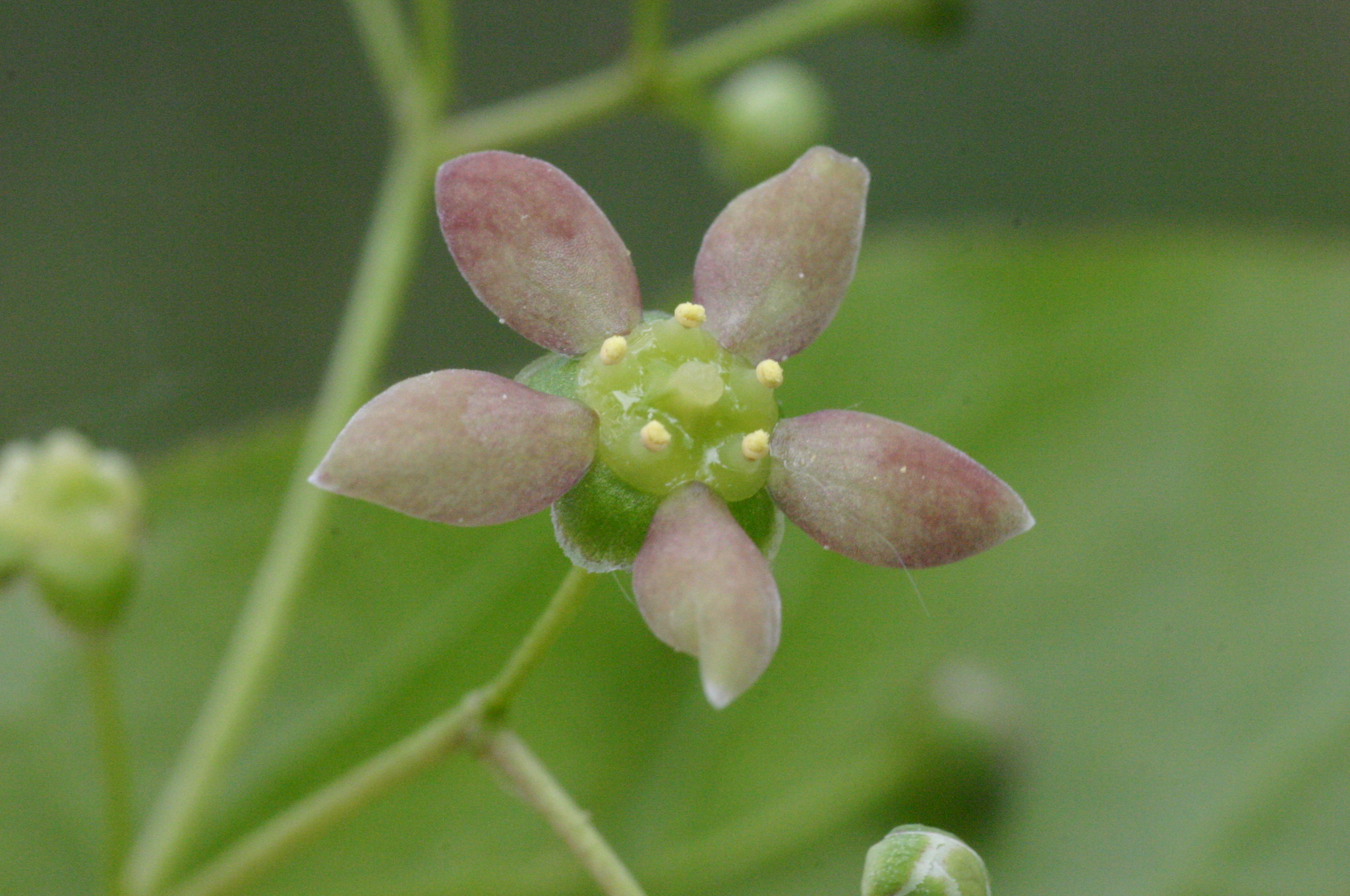
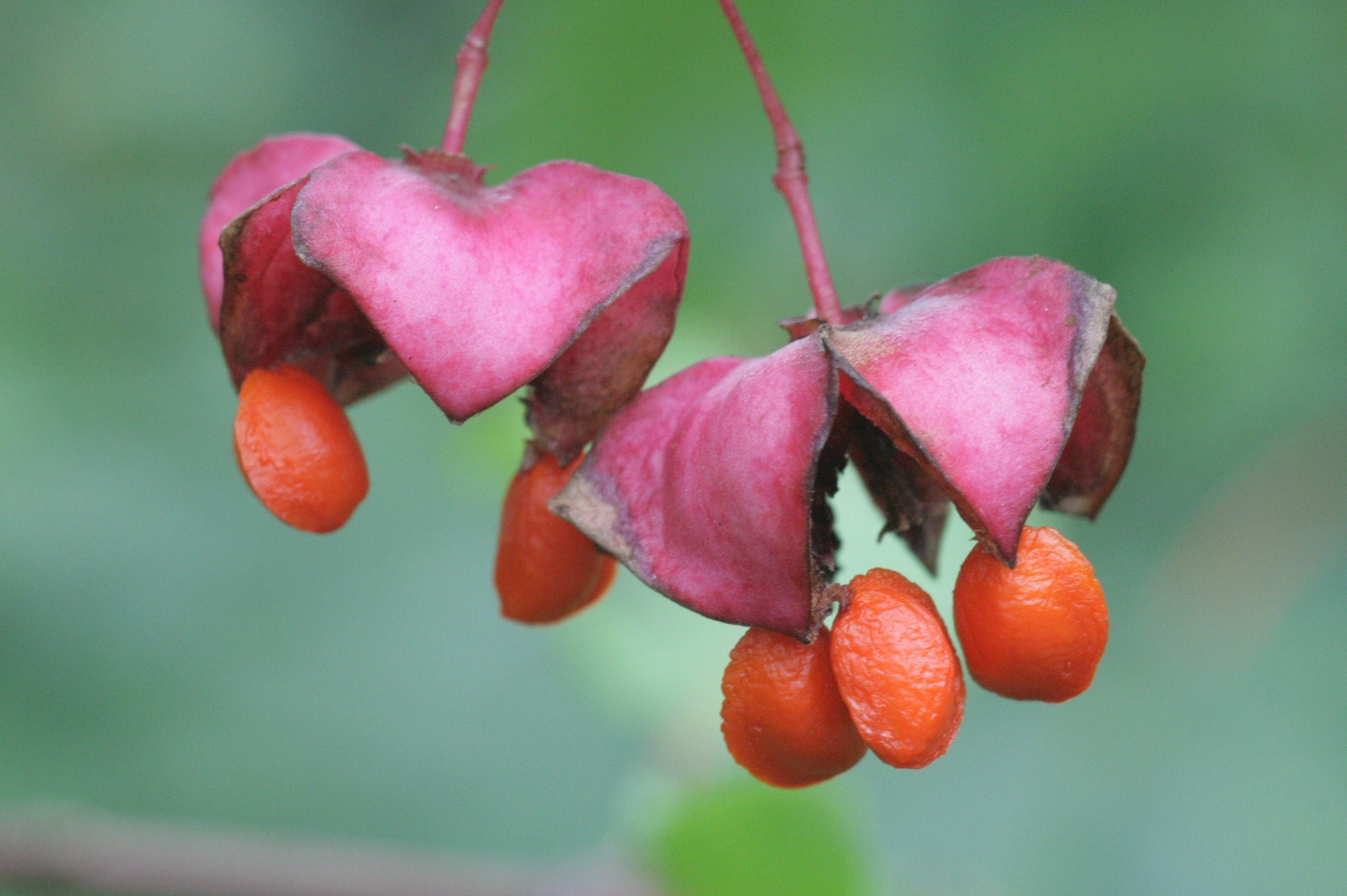
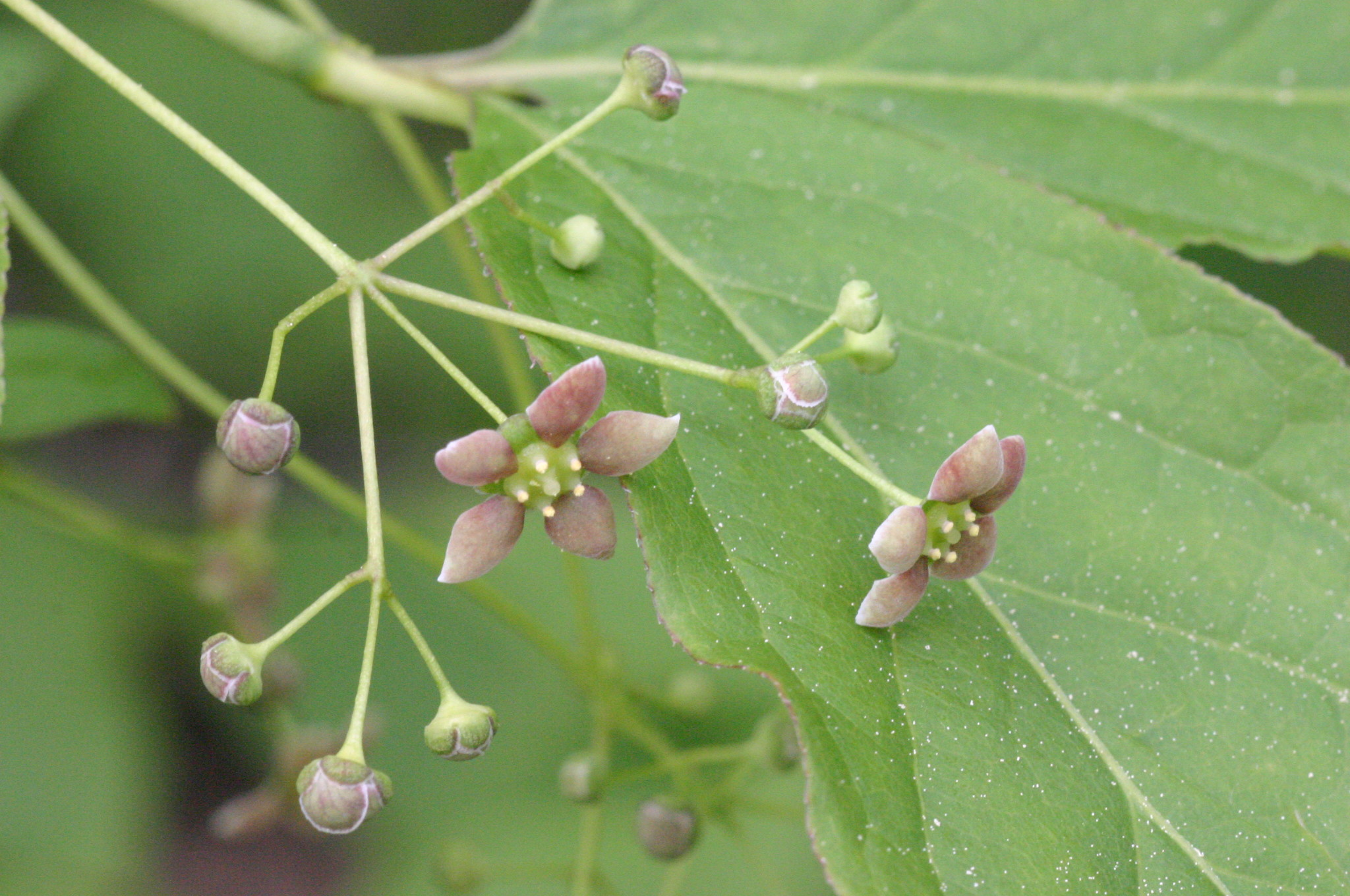
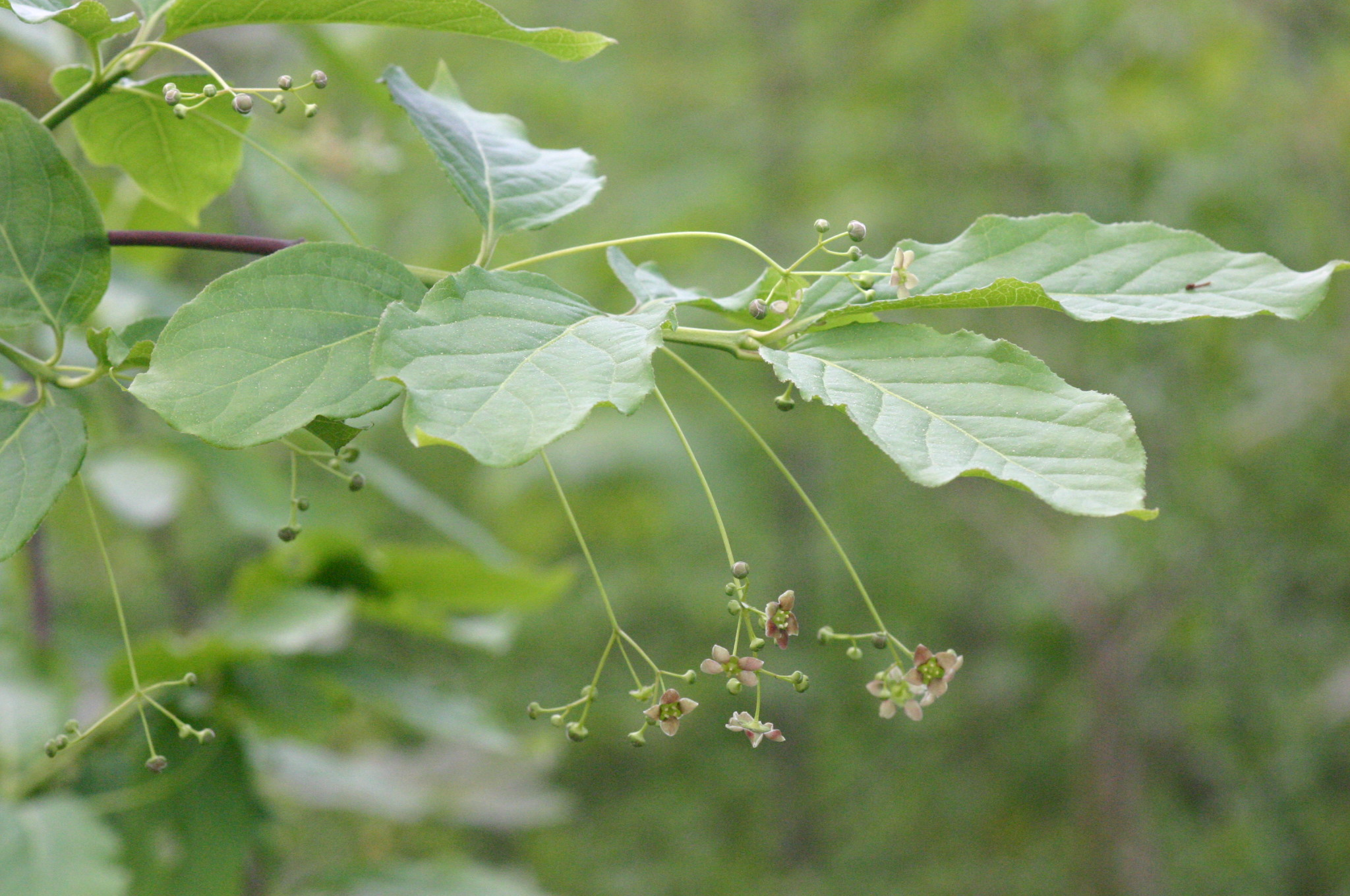